# Rasa de les Fraus
La Rasa de les Fraus és un torrent afluent per l'esquerra de l'Aigua d'Ora que realitza la totalitat del seu recorregut pel terme municipal de Navès.

## Xarxa hidrogràfica
La xarxa hidrogràfica de la Rasa de les Fraus està integrada per un total de 28 cursos fluvials. D'aquests, 16 són subsidiaris de 1r nivell, 10 ho són de 3n nivell i 1 ho és de 3r nivell.
La totalitat de la xarxa suma una longitud de 13.754 m. que transcorren íntegrament pel terme municipal de Navès excepte 125 metres que ho fan pel terme de Capolat.